# 水晶守卫者
《水晶守卫者》，是MSF/Winds开发，史克威尔艾尼克斯发行的回合制战略塔防游戏。游戏横跨多种移动电话平台，以及多种在线游戏配送服务。游戏设定于虚构世界伊瓦利斯，采用策略角色扮演游戏《最终幻想战略版A2 封穴的魔法书》中的职业系统、怪兽和召唤兽。
游戏最早在日本以“水晶守卫者”名义首发，分为三章并对应i-mode、Yahoo! Keitai和EZWeb手机。三章在iOS上打包并以新名称《水晶防御者》发行。该版本之后移植到Xbox Live Arcade、PlayStation 3、WiiWare、PlayStation Portable和Android。游戏主要获得褒贬不一的评价。
在iOS上发行的续作《水晶防御者 先锋风暴》加入了新的游戏机制。

## 玩法
《水晶守卫者》关卡采用俯视视角，显示怪物将通过路径的迷宫。每个关卡有31波进入迷宫并沿着路线走向目的地的敌人。游戏目标是，按照策略在沿途布置军队与其他兵力，击败沿途的敌人从而保护水晶。如果敌人走脱的敌人拿走20个水晶，游戏就会结束。玩家可以消费部分水晶召唤幻兽，攻击全屏幕的敌人或是让它们变成疾病状态。原版《水晶守卫者》分为《W1》、《W2》和《W3》三章。《W1》有士兵、时魔法师、弓箭手、盗贼、黑魔法师和白武僧职业。《W2》新增狂暴战士和龙骑士职业，并加入提升玩家角色力量和速度“水晶力量”元素。《W3》新增狩人、魔炮师和机关家职业，但移除了《W1》中的士兵和弓箭手职业。
Wii版分为《R1》和《R2》两个章节，并通过任天堂Wi-Fi连接加入新等级系统。然而《R1》为让新玩家学习机制简化，所含角色比原《水晶防御者》少。《R1》和《水晶守卫者W1》角色相同，又另加入了《W2》新增的龙骑士，《R2》和《水晶守卫者W3》职业相同，并加入了之前在《水晶守卫者W2》中引入的水晶力量功能。

## 发行
《水晶守卫者》是系列最早发行的作品，并分章节发行挑战递增的《W1》、《W2》和《W3》。《W1》于2008年1月1日、2008年4月1日、2008年6月19日分别在日本i-mode、Yahoo! Keitai和EZWeb手机发行。《W2》版分别于2008年3月10日、6月2日和9月4日在三个品牌推出。《W3》则分别于2008年5月5日、7月16日和10月23日推出。
之后游戏打包为合辑，在2008年12月23日在全球iOS平台以“水晶防御者”名义发行。2009年3月11日，该版本的强化移植版在全球Xbox Live Arcade和日本PlayStation 3的PlayStation Store同步发行；PlayStation 3版于2009年8月6日在北美发行。WiiWare上发行了新篇章《R1》和《R2》。《R1》于2009年3月11日在日本、4月20日在北美、4月24日在欧洲发行。《R2》于2009年2月24日在日本、5月18日在北美、5月22日在欧洲发行。2009年10月29日，游戏PlayStation Portable移植版在PlayStation Store推出；2010年7月1日，iPad定制版上架。Android版于2011年1月25日推出，但仅有《W1》和《W2》章节。
iOS上还发行了另一版《水晶防御者Plus》，其中《W1》免费，其他章节则通过软件内购。Android有与《龍族拼圖》合作的轻量版，只有《W1》的第一张地图。经确认，游戏未来会有新地图更新。两个版本皆于2013年2月20日发行。

## 评价
游戏总体评价褒贬不一，评论称赞游戏性，但批评引擎太简单且复刻过多。《水晶防御者》在Metacritic上Xbox Live Arcade版得分为52/100，PlayStation 3版为63/100，WiiWare得分为62/100。IGN的萨姆·毕晓普为游戏打出7.5/10。但同网站的瑞安·格迪斯批评Xbox Live Arcade版“有海量的内容，数百的关卡，但我在头五分钟就厌倦且不为所动”。GameSpot的汤姆·麦克谢伊也批评游戏“难以迷人的视觉和重复的原声很快让游戏愉悦感官的希望破灭，全部故事和个性更难让人醉心于这些小战斗”。Slide to Play的康纳·伊根打出2/4，称“游戏掌握了基本塔防游戏性甚至投入了一些小说理念，然而笨拙与外行的操控损害了体验”。

## 续作
续作《水晶防御者 先锋风暴》于2009年5月13日全球发行，是史克威尔艾尼克斯首款专为触屏设备设计的游戏。在《先锋风暴》中地图被分为左侧和右侧，每侧各为4x4的网格。玩家必须从左侧进攻的怪物手中守卫右侧。游戏加入了新的石头剪刀布元素。士兵可以攻击地面军队，但无能集中飞空物，亦无法有效伤害布丁状敌人。弓箭手可以攻击飞空敌人，黑魔法师则能伤害布丁状敌人。玩家可以用白魔法师恢复生命，主教加速攻击、骑士可以阻挡一条敌人前进的路线。
《水晶防御者 先锋风暴》主要获得积极评价。IGN的列维·布坎南打出8/10，称赞了游戏较前作的新鲜要素。Pocket Gamer的特雷西·埃里克森打出“银”等级，称《先锋风暴》“以简单要素而不失难度的策略游戏性，取得了良好的平衡”。Touchgen的Torbjorn Kamblad打出2/5，批评游戏没有战略性且缺少重玩价值。